# 無電極ランプ
無電極ランプ（むでんきょくランプ）（Electrodeless lamp）は、人工光源の一種であり、内部構造に電極を持たない高演色性、長寿命、省電力なランプである。

## 特徴
無電極ランプは、電磁誘導の原理と放電による発光原理を利用することで、発光管内に電極を持たない。このため、ランプ切れの原因となる電極の劣化・折損が生じないことが特徴である。そのため、故障時の修理・交換が困難な場所など、保守管理費用の高い場所での利用に向く。
なお、無電極ランプは高周波無電極ランプと低周波無電極ランプの二種に大別することが可能である。両者の発光原理は大体同じであるが、以下の点が異なる。
- 周波数：高周波無電極ランプでは2.65MHz（2713.6 kHz）であるのに対し、低周波無電極ランプでは230kHzと140kHzが使用されている。無電極ランプは現在、より低周波、より長寿命を目指して開発が進められている。中国では140kHz無電極ランプが実用化されており、開発競争において世界の先頭に立っている。
- エネルギー消費効率：演色性Ra=80の場合において、高周波無電極ランプのエネルギー消費効率は一般に60Lm/Wであり、これに対して低周波無電極ランプのエネルギー消費効率は一般に80Lm/Wである。同じ出力であれば、高周波無電極ランプよりも低周波無電極ランプのほうがエネルギー消費効率は良い。
- 出力：高周波無電極ランプの出力範囲は15W-185W（一部の会社は既に300Wの高周波無電極ランプを開発し始めているが、2009年現在、市場には普及していない）である一方、低周波無電極ランプの出力範囲は15W-400Wである。

## 発光原理
- 無電極ランプは、点灯回路（高周波インバータ）、誘導コイルとフェライトコア及び発光体から構成される。まず、高周波インバータにより誘導コイルから高周波磁界を発生させ、この磁界によって生じる電磁誘導により、電球内の水銀ガスが励起されることで紫外線を発生させる。この発生した紫外線により電球内壁の蛍光粉が励起されることにより、可視光線が生じる[1][2][3]。
- 電子レンジに入れた蛍光灯が点灯するのと同じ原理である。

## 長所
- 発光体の面積が水銀灯などに比べて大きいために瞳孔ルーメンの係数が大きく（目に優しく）、同じルクスの水銀灯と比較すると2倍近く明るく感じる。
  - 水銀灯やLEDは点光源のため、瞳孔が閉じてしまう。しかし、例えば夜間道路工事の大きな提灯のような照明がそんなに明るくないのに眩しくなくて結構遠くまで良く見える現象に似ている。人間の瞳孔は直径2ミリ〜8ミリの間で変化するので面積では16倍の変化が起きるからである。
- 3波長で発光するために自然な光で物が見える。
  - ちなみにルクスと色温度だけで語られていた照明だが最近はRaと言う数字を使う。いかに自然な光かという事で数値が大きいほど太陽に近い。水銀灯は40、LEDは75、無電極ランプは80である。
- 現在存在する電気照明の中で最も長寿命といわれており、即時点灯・消灯が可能で、繰り返しても寿命に影響がない。
- 紫外線をほとんど出さない。
- 熱損失が少なく、省エネ効果が高い。

## 短所
- LED照明よりも市場投入は早かったが、どのメーカーも高付加価値を謳った販売戦略を行ったため、普及・低価格化が進んでいない。
- メーカー、機種のバリエーションが乏しい。
- 発光原理上、小型化に限界があり、一般家庭用などの小出力の照明としてはあまり適していない。
- ガラス管が破損した際の飛散防止策を別途講じる必要がある。
- LEDとの性能差を謳っている広告が多いが、「明るく感じる」等の感覚的表現や、古い資料(LEDの演色性を75としているが、現在は80~90が一般的である等)が多く、情報の信頼性に欠ける。
- LEDは圧倒的な低価格化が進み、既に従来の蛍光灯・水銀(メタハラ)灯と同価格にまで落ちている。寿命差を考慮してもコスト差を埋めるのは難しい。
- 2017年にパナソニックが生産から撤退しており、市場規模は縮小傾向にある。

## 適用場所
無電極ランプは長寿命ゆえ、ランプの取り換えが難しい箇所及び保守管理費用が高い場所に適用される。
例：工場現場、教室、図書館、生物照明、ホール、会議室、デパートの天井、工場、運動場、トンネル、交通の複雑地域（街灯、パイロットランプ、橋用ランプ）、地下鉄、駅舎、水中灯、投光照明、景観照明等

## 無電極ランプの形
- 高周波無電極ランプ：電球形、柱状形、小仕事率の螺口一体式のランプ。
- 低周波無電極ランプ：電球形、環状形、スクエア型及び小仕事率の螺口一体式のランプ。